# Jean-Noël d’Acremont
Jean-Noël d'Acremont, né le 9 juillet 1934 à Caen, est un industriel français, qui devient président-directeur général des Chantiers de l'Atlantique à Saint-Nazaire en 1994.

## Biographie
Jean-Noël d'Acremont naît à Caen le 9 juillet 1934. Son père est le directeur des Chantiers de Normandie au Grand-Quevilly.
Diplômé de l’École polytechnique en 1955, il rentre aux Chantiers de l'Atlantique à l’âge de 25 ans en 1959, d’abord, et pendant une année, comme ouvrier chaudronnier, puis ajusteur et enfin soudeur.
Gravissant les échelons, il devient directeur de production en 1973, puis directeur du chantier de Saint-Nazaire en 1983 et enfin directeur général en 1989.
En 1994, il devient président-directeur général des Chantiers de l’Atlantique, et commence une restructuration de l’entreprise,
Cette même année, il est membre du conseil d'administration du Port autonome de Nantes-Saint-Nazaire.
En 1995, il devient membre du conseil d'administration de l'École nationale supérieure des mines de Nantes.
En 1997, il reçoit la Légion d’honneur et le 12 août 1998, il devient président de la chambre de commerce et d’industrie de Saint-Nazaire.
Le 23 mars 2001, il est élu maire de Saint-Lyphard mais démissionne le 9 mai 2001 pour raison de santé ; il demeure comme conseiller municipal.

## Distinctions
- Chevalier de la Légion d'honneur (1997)